# Marian Koczwara
Marian Koczwara, ps. Świerk (ur. 29 lipca 1893 w Bochni, zm. 26 września 1970 w Pewli Małej) – polski działacz niepodległościowy, oficer, botanik, specjalista w zakresie farmakognozji, propagator ochrony przyrody, kawaler Orderu Virtuti Militari.

## Życiorys
Syn Jana (1862–1914), nauczyciela gimnazjalnego, i Marii Stefanii z domu Bukajło (ur. 1858). Miał brata Jana Kantego Mariana (1889–1955) i siostrę Helenę (1891–1964).
W czasie I wojny światowej porucznik 5 pułku piechoty I Brygady Legionów Polskich, odznaczony za męstwo orderem wojskowym „Virtuti Militari" V klasy. 14 października 1920 został zatwierdzony z dniem 1 kwietnia 1920 w stopniu kapitana, w piechocie, w grupie oficerów byłych Legionów Polskich.
Studiował we Lwowie. Tam też w latach 1922–1928 był asystentem w katedrze Systematyki i Geografii Roślin, pracując jednocześnie w szkole średniej. Od roku 1929 był pracownikiem Muzeum Śląskiego w Katowicach oraz prowizytatorem szkół średnich w województwie śląskim. W tym czasie zainteresował się bliżej przyrodą śląskich Beskidów. M.in. w 1930 r. opublikował pracę „Szata roślinna Beskidu Ustrońskiego”. W publikacji pt. „Barania Góra jako rezerwat przyrodniczy” (1931) jako jeden z pierwszych przyrodników wskazywał na potrzebę powołania rezerwatu przyrody na tej górze.
W 1935 r. przeniósł się do Warszawy, gdzie był m.in. naczelnikiem wydziału w Ministerstwie Wyznań Religijnych i Oświecenia Publicznego oraz wizytatorem szkół średnich. 
Podczas II wojny światowej w Warszawie, gdzie wraz z żoną byli jednymi z najczynniejszych organizatorów tajnego nauczania uniwersyteckiego.
Od 1945 r. w Krakowie, jako docent, kierownik Katedry Farmakognozji na Wydziale Matematyczno-Przyrodniczym, od 1947 r. na samodzielnym Wydziale Farmaceutycznym Uniwersytetu Jagiellońskiego; następnie profesor i dziekan Wydziału Farmaceutycznego na UJ. W 1956 r. został mianowany profesorem zwyczajnym. W pracy naukowej skupiał się na badaniu roślin leczniczych i substancji czynnych w nich zawartych, zwłaszcza saponin i garbników. Zwolennik leków ziołowych. Autor m.in. szczegółowego skryptu „Farmakognozja”. Był członkiem Polskiego Towarzystwa Botanicznego.
Jego żoną była Anna Maria Pia z domu d'Abancourt de Franqueville (1897–1944).
Po przejściu na emeryturę zamieszkał w Pewli Małej, gdzie w 1970 zmarł. Spoczywa na cmentarzu parafii Najświętszego Serca Pana Jezusa w Pewli Małej (sektor III, rząd 10, kwatera 4).

## Wybrane publikacje
- Geobotaniczne stosunki Wołynia (Cykl: Z pracowni Muzeum Śląskiego w Katowicach), nakł. Wołyńskiego Zarządu Okręgowego Związku Polskiego Nauczycielstwa Szkół Powszechnych, 1930, s. 52.
- Szata roślinna Beskidu Ustrońskiego, wyd. Muzeum Śląskiego w Katowicach, Katowice 1930, s. 66.
- Barania Góra jako rezerwat przyrodniczy, wyd. Muzeum Śląskiego w Katowicach, Katowice 1931, s. 24.

(wraz z: J. Czyżewski, A. Zglinnicka): Pokucie, [w:] Prace geograficzne wydawane przez prof. E. Romera, wyd. Sp. akc. Książnica-atlas, 1931, s. 97.
- Dwuliścienne. Wolnopłatkowe - Dwukwiatowe. Część 7 (Tom 9 z: Flora polska: rośliny naczyniowe polski i ziem ościennych), Państwowe Wydawnictwo Naukowe, 1960, s. 137.
- Farmakognozja ogólna i szczegółowa z uwzględnieniem surowców Farmakopei III, Państwowy Zakład Wydawnictw Lekarskich, 1953.
- Farmakognozja ogólna i szczegółowa z uwzględnieniem surowców Farmakopei III, Państwowy Zakład Wydawnictw Lekarskich, 1956.
- Farmakognozja ogólna i szczegółowa, skrypt wyd. Akademia Medyczna, Kraków 1959.

## Ordery i odznaczenia
- Krzyż Srebrny Orderu Wojskowego Virtuti Militari nr 6594 – 17 maja 1922[6][13][3]
- Krzyż Niepodległości – 17 marca 1932 „za pracę w dziele odzyskania niepodległości”[14][15][16][17]
- Krzyż Kawalerski Orderu Odrodzenia Polski[15]
- Krzyż Walecznych[15]
- Złoty Krzyż Zasługi – 20 października 1938 „za zasługi na polu pracy społecznej”[18]
- Odznaka „Za wierną służbę”[15]
- Medal 10-lecia Polski Ludowej – 13 stycznia 1955[19]